# ستيف باترسون (لاعب كرة قدم)
ستيف باترسون (بالإنجليزية: Steve Paterson)‏ هو لاعب كرة قدم ومدرب كرة قدم بريطاني في مركز الدفاع، ولد في 8 أبريل 1958 في إلغين في المملكة المتحدة. لعب مع شيفيلد يونايتد وطوكيو فيردي ومانشستر يونايتد ونادي سيدني أوليمبيك.